# Kharimala Khagrabari
Kharimala Khagrabari is een census town in het district Cooch Behar van de Indiase staat West-Bengalen.

## Demografie
Volgens de Indiase volkstelling van 2001 wonen er 7.214 mensen in Kharimala Khagrabari, waarvan 50% mannelijk en 50% vrouwelijk is. De plaats heeft een alfabetiseringsgraad van 77%.